# Drowsy Dick's Dream
Drowsy Dick's Dream è un cortometraggio muto del 1909 diretto da  H.O. Martinek.

## Trama
Un vagabondo sogna di salvare la regina e di venire incoronato re.

## Produzione
Il film fu prodotto dalla British & Colonial Kinematograph Company.

## Distribuzione
Distribuito dalla Cosmopolitan Films, uscì nelle sale cinematografiche britanniche nel dicembre 1909. Nelle proiezioni, veniva programmato con il sistema dello split reel, accorpato in un'unica bobina con un altro cortometraggio britannico. Tempered with Mercy prodotto dalla Hepworth. Nel 1910, venne distribuito negli Stati Uniti dall'American Kinograph Company che lo fece uscire il 21 giugno.